# 指金町
指金町（さしがねちょう）は、愛知県名古屋市北区にあった地名。郵便番号は462-0806。当地域の人口は450人（『角川地名辞典』1450頁による）。住居表示の実施に伴い、2004年（平成16年）11月以降、平安二丁目の一部となっている。

## 地理
名古屋市北区南東部に位置する。東は山田西町、西は御成通、南は報徳町、北は八龍町・上飯田南町に接していた。

### 学区
- 高等学校 - 尾張学区
- 中学校 - 名古屋市立若葉中学校
- 小学校 - 名古屋市立飯田小学校（学校所在地）

## 歴史

### 町名の由来
当地にはかつて東春日井郡川村（現守山区）より山田から下飯田に流れていた用水路があり、大工道具である指金状の橋が架けられていた。その形状から指金橋と呼ばれていたことに由来するという。

### 沿革
- 1932年（昭和7年）9月1日 - 東区下飯田町字南原・仲ノ川・藤方志の各一部により東区指金町として成立[4]。
- 1944年（昭和19年）2月11日 - 北区成立に伴い、同区指金町となる。
- 2004年（平成16年）11月20日 - 住居表示実施により新設された平安二丁目に編入され、消滅[5]。

## 施設
- 名古屋市立飯田小学校
- 天理教名古屋明倫分教会